# Laccosperma secundiflorum
Laccosperma secundiflorum är en enhjärtbladig växtart som först beskrevs av Ambroise Marie François Joseph Palisot de Beauvois, och fick sitt nu gällande namn av Carl Ernst Otto Kuntze. Laccosperma secundiflorum ingår i släktet Laccosperma och familjen Arecaceae. Inga underarter finns listade i Catalogue of Life.